# Morse (Texas)
Morse is een plaats (census-designated place) in de Amerikaanse staat Texas, en valt bestuurlijk gezien onder Hansford County.

## Demografie
Bij de volkstelling in 2000 werd het aantal inwoners vastgesteld op 172.

## Geografie
Volgens het United States Census Bureau beslaat de plaats een oppervlakte van
1,4 km², geheel bestaande uit land. Morse ligt op ongeveer 977 m boven zeeniveau.

## Plaatsen in de nabije omgeving
De onderstaande figuur toont nabijgelegen plaatsen in een straal van 36 km rond Morse.